# Club Deportivo Orientación Marítima

## Historia
El Orientación Marítima nace de la escuela que dirigía el maestro nacional Pedro Hernández Spinola en el año 1954, y que estaba ubicada junto al muelle de Arrecife.
Fue con ocasión de la organización de los campeonatos escolares que los propios maestros de las diferentes escuelas y el Frente de Juventudes puso en marcha estos campeonatos se jugaron hasta 1960, participando el O. Marítima en casi todos, bajo los colores azul oscuro de las camisetas y pantalón blanco. La temporada 60-61 cambian el color del pantalón de blanco a negro. La siguiente, 61-62, logran su primer título liguero en pugna con el San Fernando. En 1961 el club tiene su primera sede social, es un local cedido por el entonces alcalde de Arrecife, Ginés de la Hoz y que estaba ubicado en la calle de La Porra, al lado del Instituto de Enseñanzas Medias.
En 1962, Ceciliano Bermúdez cesa de su cargo, pasando a ocupar la presidencia Juan Domínguez Reyes, desde entonces hasta 1966. Le sigue José Cedrés Reyes, él y su junta directiva se preocuparon no solo del aspecto deportivo sino que incluso llegaron a poner un profesor para impartir a los jugadores clases de mecanografía y de cultura general. La temporada 64-65 el O. Marítima entra a competir por primera vez en competición regional. 
El O. Marítima tiene como fecha de constitución el 11 de enero de 1967, su primer Presidente, José Cedrés Reyes. Cabe significar que con José Cedrés Reyes de Presidente este club alcanzó sus mejores momentos deportivos, nutriéndose de una cantera de buenos jugadores y de gran armonía. La gran hazaña del O. Marítima fue en el verano de 1969, cuando eliminó al Polonia de Gran Canaria (1-1 y 0-1) consiguiendo con ello la subida del fútbol lanzaroteño a la 2.ª Regional.  
En la temporada 82-83 el 0. Marítima asciende a 2.ª Regional En 1983 se funda la Escuela de Fútbol. Por esa época el ayuntamiento de Arrecife le cede una pequeña cancha situada en el Colegio Público Zerolo, donde se instalan ya las dependencias del club. Dichas instalaciones fueron inauguradas en 1998 con el nombre de "Contreras".
En la temporada 87-88 se ascendió a Preferente, estando 3 campañas, descendiendo en la 90-91, para ya volver definitivamente a ascender en la 95-96. En 1990 Marcial Caraballo deja la presidencia por motivos profesionales, tomando el relevo su Vicepresidente, Miguel Gopar "Guelo". El momento cumbre del club fue en la temporada 98-99 con el ascenso a 3.ª División Nacional, con el entrenador Juan Antonio Machín.
En 2008 firma un acuerdo de colaboración con el Unión Deportiva Lanzarote para fusionarse a partir de la temporada 2008/2009, pasando a formar un único club que se llamará Unión Deportiva Lanzarote-Marítima. Esta fusión tiene como objetivo crear un club más potente para intentar el ascenso a la Segunda División.

### Disolución del primer equipo
El Orientación Marítima termina la temporada 2.010/11 en puestos de descenso a Preferente. La elevada deuda que arrastraba el equipo, unido al descenso de categoría y a la imposibilidad de conseguir un patrocinador en la nueva categoría, hizo que el equipo conejero decidiera no salir a competir.
Así pues el equipo capitalino seguirá con su actividad de formación de jugadores en su cantera, pero por el momento no tendrá equipo sénior.

## Entrenadores
Juan Antonio Machín con 180 encuentros, es el entrenador que más partidos ha dirigido al Marítima en Tercera División. Le sigue Mame Fernández con 78 encuentros, Francisco Díaz Romero "Cuco" con 38 partidos y Enrique Pérez con 15 partidos. 
- 1999-2000. Juan Antonio Machín (38 partidos)
- 2000-2001. Francisco Díaz "Cuco" (38 partidos)
- 2001-2002. Mame Fernández (38 partidos)
- 2002-2003. Mame Fernández (40 partidos)
- 2003-2004. Juan Antonio Machín (38 partidos)
- 2004-2005. Juan Antonio Machín (38 partidos)
- 2005-2006. Juan Antonio Machín (38 partidos)
- 2007-2008. Juan Antonio Machín (28 partidos)
- 2007-2008. Enrique Pérez (15 partidos)
- 2008-2010. Mamé Fernández
- 2009-2010. Blas Hernández

## Jugadores con más participaciones
De los 300 partidos que ha disputado el Orientación Marítima en Tercera División a lo largo de su historia, el defensa central Aridane sólo se ha perdido 42 encuentros. Aridane es el jugador que más veces ha vestido la camiseta del Orientación Marítima en Tercera División, acumulando la cifra de 258 partidos.
De la actual plantilla del Marítima, Pi ha disputado 182 partidos, Ito 177, Alexis 166 y Ta 122 encuentros. 12 jugadores han disputado más de 100 partidos con la camiseta del Marítima en Tercera División. 
- Aridane. 258 partidos
- Enrique Pérez. 191 partidos
- Pi. 182 partidos
- Ito. 177 partidos
- Alexis. 166 partidos
- Rubén Méndez. 158 partidos
- Pacho. 147 partidos
- Tata. 137 partidos
- Carmelo. 125 partidos
- Ta. 122 partidos
- Quique Crespo. 119 partidos
- Marco González. 104 partidos

## Goleadores históricos
Ito suma 56 goles con la camiseta del Orientación Marítima en Tercera División. Ito, con diferencia, es el máximo goleador del club de La Destila en esta categoría. El delantero palmero Pacho con 40 goles es el segundo máximo goleador del equipo. 
- Ito. 56 goles
- Pacho. 40 goles
- Aridane. 39 goles
- Marcos González. 29 goles
- Santi. 19 goles
- Enrique Pérez. 18 goles
- Ta. 17 goles
- Rosmen. 15 goles
- Manuel Orlando. 13 goles
- Rubén Rodríguez. 13 goles
- Rubén Méndez. 12 goles
- Ubay. 10 goles

## Uniforme
- Uniforme titular: Camiseta roja, pantalón negro, medias rojas.
- Uniforme alternativo: Camiseta azul, pantalón azul, medias azules.

## Estadio
Su estadio es la Ciudad Deportiva Lanzarote, que cuenta con una capacidad de 7000 espectadores, y pertenece al Cabildo Insular de Lanzarote. Comparte el estadio con la Unión Deportiva Lanzarote.

## Temporadas
| Temporada | División     | Posición | Copa del Rey |
| --------- | ------------ | -------- | ------------ |
| 1976/77   | 2.ª Regional | 4.º      |              |
| 1977/78   | 2.ª Regional | 8.º      |              |
| 1978/79   | 2.ª Regional | 3.º      |              |
| 1979/80   | 2.ª Regional | 2.º      |              |
| 1980/81   | 2.ª Regional | 4.º      |              |
| 1981/82   | 3.ª Regional | 11.º     |              |
| 1982/83   | 3.ª Regional | 4.º      |              |
| 1983/84   | 2.ª Regional | 10.º     |              |
| 1984/85   | 2.ª Regional | 8.º      |              |
| 1985/86   | 1.ª Regional | 5.º      |              |
| 1986/87   | 1.ª Regional | 8.º      |              |
| 1987/88   | 1.ª Regional | 2.º      |              |
| 1988/89   | Preferente   | 10.º     |              |
| 1989/90   | Preferente   | 12.º     |              |
| 1990/91   | Preferente   | 18.º     |              |
| 1991/92   | 1.ª Regional | 1.º      |              |
| 1992/93   | 1.ª Regional | 1.º      |              |
| 1993/94   | 1.ª Regional | 5.º      |              |
| 1994/95   | 1.ª Regional | 1.º      |              |
| 1995/96   | 1.ª Regional | 2.º      |              |
| 1996/97   | Preferente   | 4.º      |              |
| 1997/98   | Preferente   | 9.º      |              |
| 1998/99   | Preferente   | 1º       |              |
| 1999/00   | 3.ª División | 10º      |              |
| 2000/01   | 3.ª División | 10.º     |              |
| 2001/02   | 3.ª División | 10.º     |              |
| 2002/03   | 3.ª División | 9.º      |              |
| 2003/04   | 3.ª División | 11.º     |              |
| 2004/05   | 3.ª División | 4.º      |              |
| 2005/06   | 3.ª División | 3.º      |              |
| 2006/07   | 2ªDivisión B | 19º      | 1ªElim.      |
| 2007/08   | 3.ª División | 8.º      |              |
| 2008/09   | 3.ª División | 11.º     |              |
| 2009/10   | 3.ª División | 13.º     |              |

| Temporada | División     | Posición    | Copa del Rey |
| --------- | ------------ | ----------- | ------------ |
| 2010/11   | 3.ª División | 18.º        |              |
| 2011/12   | Preferente   | Abandono    |              |
| 2012/13   | No Compitió  | No Compitió | No Compitió  |
| 2013/14   | No Compitió  | No Compitió | No Compitió  |
| 2014/15   | No Compitió  | No Compitió | No Compitió  |
| 2015/16   | 1.ª Regional | 9.º         |              |
| 2016/17   | 1.ª Regional | 7.º         |              |
| 2017/18   | No Compitió  | No Compitió | No Compitió  |
| 2018/19   | No Compitió  | No Compitió | No Compitió  |
| 2019/20   | 1.ª Regional | 8.º         |              |
| 2020/21   | 1.ª Regional | 3.º         |              |
| 2021/22   | 1.ª Regional | 3.º         |              |
| 2022/23   | 1.ª Regional | 3.º         |              |
| 2023/24   | Preferente   | 20.º        |              |

### Datos del club
- Temporadas en 2ª División B: 1
- Temporadas en 3ªDivisión: 11
- Temporadas en Preferente: 8
- Temporadas en 1ªRegional: 15
- Temporadas en 2ªRegional: 9
- Temporadas en 3ªRegional: 2

## Sección femenina
Posee una sección femenina que compite en la temporada 2021-22 en la Primera Nacional Femenina de España.